# Sončev mrk 10. junija 2021
10. junija 2021 se je ob prehodu Lune med Zemljo in Soncem zgodil kolobarjasti Sončev mrk. Med mrkom je bil Lunin navidezni premer manjši od Sončevega, zato je maksimum mrka izgledal kot kolobar (prstan). Kolobarjasti mrk je bil viden iz delov severovzhodne Kanade, Grenlandije, Arktičnega oceana (nad severnim polom) in nad ruskim daljnim vzhodom. Delni mrk je bil viden iz več tisoč kilometrov širokega območja, med drugim iz severne in vzhodne Severne Amerike, večine Evrope in severne Azije.
Kolobarjast mrk ni bil viden nad Slovenijo, viden pa je bil delni mrk. Delna faza je v Ljubljani trajala 1 uro in 17 minut (za druge kraje po Sloveniji se časi razlikujejo za kakšno minuto). Največja zakritost Sonca je bila 2 %.
|                                | Začetek delnega mrka | Maksimalni mrk | Konec delnega mrka |
| ------------------------------ | -------------------- | -------------- | ------------------ |
| Čas (CEST)                     | 11:54                | 12:32          | 13:11              |
| Azimut (od severa v smeri ure) | 143°                 | 163°           | 185°               |
| Altituda                       | 63,3°                | 66,3°          | 66,9°              |

## Pot
Animirana slika prikazuje pot sence mrka.
Kolobarjasti mrk se je začel ob 09:55 na severni obali Gornjega jezera v Ontariu, Kanadi, ter je trajal 3 minute in 37 sekund. Pot sence je nato prečkala Hudsonov zaliv skozi severozahodni Quebec, Hudsonov preliv in Baffinov otok v Nunavutu, kjer so lahko prebivalci mesta Iqaluit opazovali 3 minute in 5 sekund kolobarjastega mrka. Senca je potovala skozi Baffinski zaliv in skozi severozahodno obalo Grenlandije, kjer je kolobarjast mrk ob 10:41:56 UT1 v Naireški ožini trajal 3 minute in 51 sekund. Senca je prečkala otok Ellesmere in Arktični ocean, kolobarjast mrk pa je bil viden tudi na severnem tečaju (ki ne leži natanko na središčni črti mrka, kljub temu pa je videl 2 minuti in 36 sekund mrka). Kolobarjast mrk se je še videl v severovzhodni Sibiriji, kjer se je končal ob 11:29.

## Povezani mrki

### Drugi mrki leta 2021
- Popolni lunin mrk 26. maja.
- Delni lunin mrk 19. novembra.
- Popolni sončev mrk 4. decembra.

### Tzolkineks
- Prejšnji: Sončev mrk 29. aprila 2014

- Naslednji: Sončev mrk 22. julija 2028

### Polsaroški cikel
- Prejšnji: Lunin mrk 4. junija 2012

- Naslednji: Lunin mrk 15. junija 2030

### Tritos
- Prejšnji: Sončev mrk 11. julija 2010

- Naslednji: Sončev mrk 9. maja 2032

### Triada
- Prejšnji: Sončev mrk 10. avgusta 1934

- Naslednji: Sončev mrk 11. aprila 2108

### Sončevi mrki 2018–2021
Ta mrk je del semestrskih serij. Mrk v ciklu Sončevih mrkov se ponovi na približno vsakih 177 dni in 4 ur (en semester) na izmeničnih vozlih Luninega tira.
Opomba: Delna sončeva mrka 15. februarja 2018 in 11. avgusta 2018 sta se zgodila med prejšnjo semestrsko serijo.
| Serije sončevih mrkov v obdobju 2018-2021 | Serije sončevih mrkov v obdobju 2018-2021 | Serije sončevih mrkov v obdobju 2018-2021 | Serije sončevih mrkov v obdobju 2018-2021 | Serije sončevih mrkov v obdobju 2018-2021 | Serije sončevih mrkov v obdobju 2018-2021 | Serije sončevih mrkov v obdobju 2018-2021 |
| ----------------------------------------- | ----------------------------------------- | ----------------------------------------- | ----------------------------------------- | ----------------------------------------- | ----------------------------------------- | ----------------------------------------- |
| Dvižni vozel                              | Dvižni vozel                              | Dvižni vozel                              |                                           | Padni vozel                               | Padni vozel                               | Padni vozel                               |
| Saros                                     | Zemljevid                                 | Gama                                      | Saros                                     | Zemljevid                                 | Gama                                      |                                           |
| 117 Delni v Melbourneu                    | 13. julij 2018 Delni                      |                                           | 122 Delni v Nakhodki, v Rusiji            | 6. januar 2019 Delni                      |                                           |                                           |
| 127 La Serena, Čile                       | 2. julija 2019 Popolni                    |                                           | 132 Nilambur, Indija                      | 26. december 2019 Kolobarjast             |                                           |                                           |
| 137                                       | 21. junij 2020 Kolobarjast                |                                           | 142                                       | 14. december 2020 Popolni                 |                                           |                                           |
| 147                                       | 10. junij 2021 Kolobarjast                |                                           | 152                                       | 4. december 2021 Popolni                  |                                           |                                           |

### 147. saros
147. sončev saros, ki se ponovi na vsakih 18 let in 11 dni, vsebuje 80 mrkov. Niz se je začel z delnim sončevim mrkom 12. oktobra 1624. Kolobarjasti mrki se vrstijo od 31. maja 2003 do 31. julija 2706. V tem sarosu ni popolnih mrkov. Niz se konča z delnim mrkom 24. februarja 3049. Najdaljši kolobarjasti mrk bo 21. novembra 2291, trajal pa bo 9 minut in 41 sekund.
| 17.–27. člani sarosa med 1901 in 2100: | 17.–27. člani sarosa med 1901 in 2100: | 17.–27. člani sarosa med 1901 in 2100: |
| 17                                     | 18                                     | 19                                     |
| -------------------------------------- | -------------------------------------- | -------------------------------------- |
| 6. april 1913                          | 18. april 1931                         | 28. april 1949                         |
| 20                                     | 21                                     | 22                                     |
| 9. maj 1967                            | 19. maj 1985                           | 31. maj 2003                           |
| 23                                     | 24                                     | 25                                     |
| 10. junij 2021                         | 21. junij 2039                         | 1. julij 2057                          |
| 26                                     | 27                                     |                                        |
| 13. julij 2075                         | 23. julij 2093                         |                                        |

### Ineks
Mrk je del dolgega cikla ineks, ki se ponavlja na izmeničnih vozlih na vsakih 358 sinodskih mesecih (≈ 10.571,95 dni ali 29 let minus 20 dni). Njihov izgled in širina so nepravilni, ker niso sinhronizirani z anomalističnim mesecem (perigejeva perioda). Skupine 3 ciklov ineks (≈ 87 let minus 2 meseca) si pridejo blizu (≈ 1,151.02 anomalističnih mesecev), torej so mrki podobni v teh skupinah.
V 19. stoletju:
- 140. Sončev saros: popolni Sončev mrk 29. oktobra 1818
- 141. Sončev saros: kolobarjasti Sončev mrk 9. oktobra 1847
- 142. Sončev saros: popolni Sončev mrk 17. septembra 1876

| Člani ineksa med 1901 in 2100: | Člani ineksa med 1901 in 2100: | Člani ineksa med 1901 in 2100: |
| ------------------------------ | ------------------------------ | ------------------------------ |
| 30. avgust 1905 (143. saros)   | 10. avgust 1934 (144. saros)   | 20. julij 1963 (145. saros)    |
| 30. junij 1992 (146. saros)    | 10. junij 2021 (147. saros)    | 20. maj 2050 (148. saros)      |
| 1. maj 2079 (149. saros)       |                                |                                |

V 22. stoletju:
- 150. Sončev saros: Delni Sončev mrk 11. aprila 2108
- 151. Sončev saros: Kolobarjasti Sončev mrk 21. marca 2137
- 152. Sončev saros: Popolni Sončev mrk 2. marca 2166
- 153. Sončev saros: Kolobarjasti Sončev mrk 10. februarja 2195

### Metonski niz
Metonov niz ponovi mrke na vsakih 19 let (6939,69 dni). Traja približno 5 ciklov. Mrki se zgodijo v skoraj enakem koledarskem datumu. Oktonski podnizi se ponovijo na 1/5 časa trajanja Metonovega cikla, oziroma na vsakih 3,8 let (1387,94 dni).
```
Vsi mrki v tej tabeli se zgodijo na Luninem dvižnem vozlu.
```

| 21 mrkov, od juga proti severu med 10. junijem 1964 in 21. avgustom 2036 | 21 mrkov, od juga proti severu med 10. junijem 1964 in 21. avgustom 2036 | 21 mrkov, od juga proti severu med 10. junijem 1964 in 21. avgustom 2036 | 21 mrkov, od juga proti severu med 10. junijem 1964 in 21. avgustom 2036 | 21 mrkov, od juga proti severu med 10. junijem 1964 in 21. avgustom 2036 |
| 10.–11. junij                                                            | 27.–29. marec                                                            | 15.–16. januar                                                           | 3. november                                                              | 21.–22. avgust                                                           |
| 117                                                                      | 119                                                                      | 121                                                                      | 123                                                                      | 125                                                                      |
| ------------------------------------------------------------------------ | ------------------------------------------------------------------------ | ------------------------------------------------------------------------ | ------------------------------------------------------------------------ | ------------------------------------------------------------------------ |
| 10. junij 1964                                                           | 28. marec 1968                                                           | 16. januar 1972                                                          | 3. november 1975                                                         | 22. avgust 1979                                                          |
| 127                                                                      | 129                                                                      | 131                                                                      | 133                                                                      | 135                                                                      |
| 11. junij 1983                                                           | 29. marec 1987                                                           | 15. januar 1991                                                          | 3. november 1994                                                         | 22. avgust 1998                                                          |
| 137                                                                      | 139                                                                      | 141                                                                      | 143                                                                      | 145                                                                      |
| 10. junij 2002                                                           | 29. marec 2006                                                           | 15. januar 2010                                                          | 3. november 2013                                                         | 21. avgust 2017                                                          |
| 147                                                                      | 149                                                                      | 151                                                                      | 153                                                                      | 155                                                                      |
| 10. junij 2021                                                           | 29. marec 2025                                                           | 14. januar 2029                                                          | 3. november 2032                                                         | 21. avgust 2036                                                          |

## Slici
1. ↑  JavaScript Solar Eclipse Explorer - Europe (Latitude: 90° 00' 00" N. Longitude: 0° 00' 00" W). NASA
2. 1 2  »Eclipses visible in Ljubljana, Slovenia - Jun 10, 2021 Solar Eclipse«. www.timeanddate.com (v angleščini). Pridobljeno 4. junija 2021.
3. ↑  »EclipseWise - Eclipses During 2021«. www.eclipsewise.com (v angleščini). Pridobljeno 10. junija 2021.
4. ↑  van Gent, R.H. »Solar- and Lunar-Eclipse Predictions from Antiquity to the Present«. A Catalogue of Eclipse Cycles. Utrecht University. Pridobljeno 6. oktobra 2018.
5. ↑  Saros Series Catalog of Solar Eclipses NASA Eclipse Web Site.